# Mazerolles (Pirenei Atlantici)
Mazerolles è un comune francese di 1 033 abitanti situato nel dipartimento dei Pirenei Atlantici nella regione della Nuova Aquitania.

## Storia
Nel 1938 si verificò a Mazerolles un tragico incidente aereo che causò quattro vittime.

## Società

### Evoluzione demografica
Abitanti censiti